# 纽伯里船闸

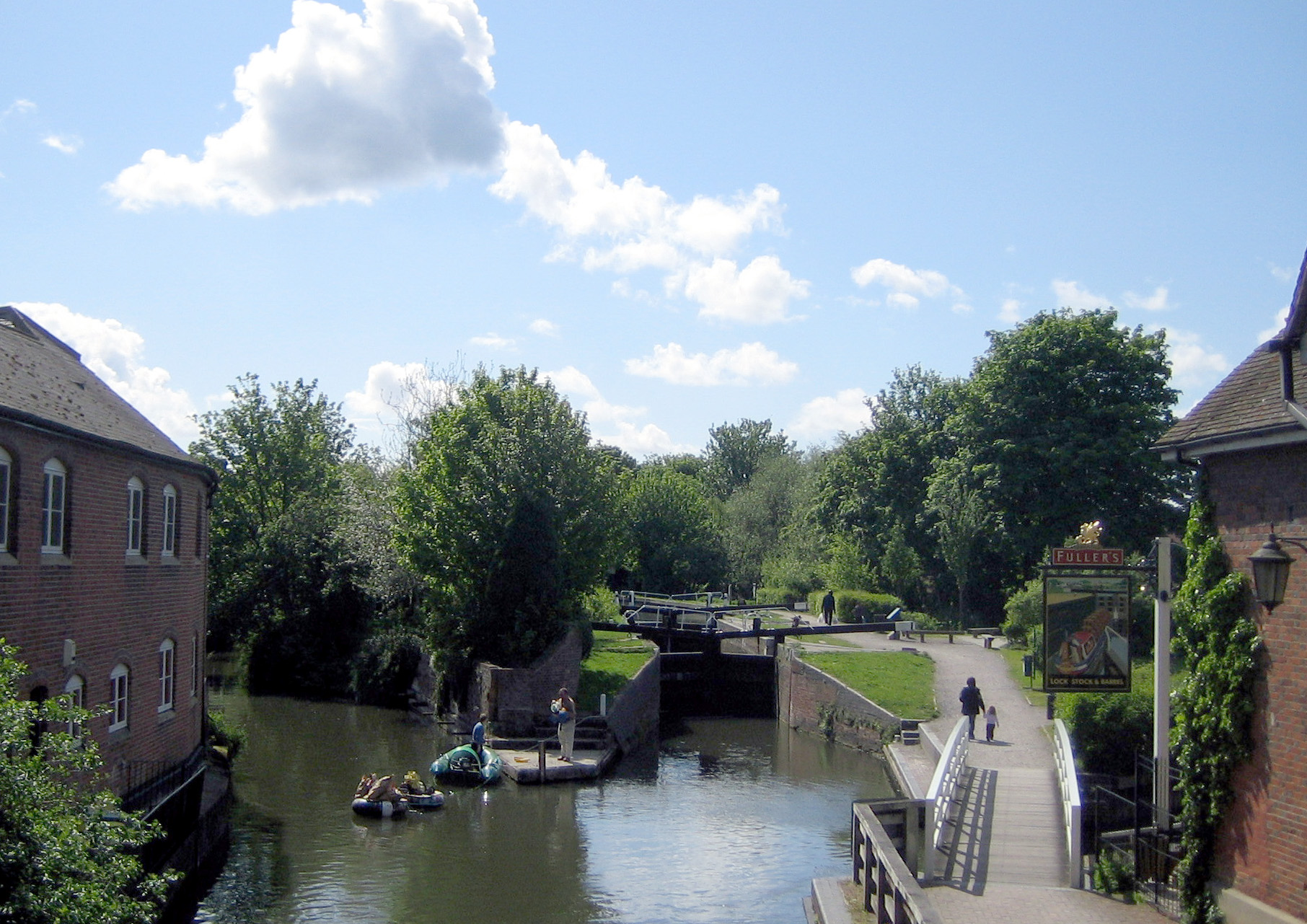
从水桥而视的纽伯里船闸

纽伯里船闸（英語：Newbury Lock）是肯尼特和埃文运河上的一个船闸，其位于英国伯克郡纽伯里。
纽伯里船闸由纽伯里工程师约翰·荷瑞于1718年至1723年间监造。运河管理着英国水路。船闸可上升/下降1.07米。
船闸被列为二级受保护建筑。船闸被贴上了巴斯岩，同时为减少冰霜损害而设计成了上宽下窄之结构。